# Бела (Ајдовшчина)
Бела (словен. Bela, итал. Bella di Vipacco) је мало насеље на извору тока истоимене речице притоке реке Випаве у општини Ајдовшчина у покрајини Приморска која припада Горишкој регији у Републици Словенији. Насеље површине 4,91 км², налази се на надморској висини од 541,8 метара. 

Према попису из 2012. године у насељу Бела живи 35 становника.

## Спољашњње везе
- Bela na Geopediji Архивирано на веб-сајту  (20. јун 2012)